# Niederbüren
Niederbüren es una comuna suiza del cantón de San Galo, ubicada en el distrito de Wil. Tiene una población estimada, a fines de 2020, de 1498 habitantes.
Limita al norte con las comunas de Niederhelfenschwil y Bischofszell (TG), al este con Waldkirch, al sur con Gossau y Oberbüren, con la que también limita al oeste.